# 莱夫·瓦尔斯泰特
莱夫·瓦尔斯泰特（瑞典語：Leif Wahlstedt，1946年3月31日—），瑞典男子残疾人冰球运动员。他曾代表瑞典参加1994年、1998年和2002年冬季残疾人奥林匹克运动会冰橇冰球比赛，获得一枚金牌和二枚铜牌。